# Cryphia praecana
Cryphia praecana là một loài bướm đêm trong họ Noctuidae.